# Comisión de Bolsa y Valores
La Comisión de Bolsa y Valores de los Estados Unidos (en inglés: United States Securities and Exchange Commission; acrónimo: SEC) comúnmente conocida como la SEC, es una agencia del Gobierno de Estados Unidos que tiene la responsabilidad principal de hacer cumplir las leyes federales de los valores y regular la industria de los valores, los mercados financieros de la nación, así como las bolsas de valores, de opciones y otros mercados de valores electrónicos. 
La SEC fue creada por la sección 4 de la Ley del Mercado de Valores de 1934 —ahora codificada como 15 U.S.C. § 78d— y es comúnmente llamada la ley de 1934. Además de la ley de 1934 que la creó, la SEC hace cumplir la Ley de Valores de 1933, la Ley de Fideicomiso de 1939, la Ley de Compañías de Inversión  de 1940, la Ley de Asesores de Inversión de 1940, la Ley Sarbanes-Oxley de 2002 y otras leyes.

## La SEC y las criptomonedas
El 5 de junio de 2023, la SEC presentó 13 cargos contra Binance y su fundador, Changpeng Zhao, acusándolos de manejar indebidamente fondos de clientes y operar sin la debida regulación. Al día siguiente, la SEC acusó a Coinbase de operar como una bolsa de valores, corredor y agencia de compensación no registrados, lo que refleja un mayor escrutinio hacia los principales actores de la industria.
Un punto clave de disputa entre la SEC y la industria de las criptomonedas es la definición de qué constituye un valor. La SEC utiliza la Prueba de Howey, derivada de una decisión de la Corte Suprema de EE. UU. de 1946, que define un valor como "una inversión de dinero en una empresa común con ganancias que provienen exclusivamente de los esfuerzos de otros." Basándose en esta prueba, la SEC ha clasificado muchos criptoactivos como valores, argumentando que su valor suele depender de los esfuerzos de desarrolladores u otras partes centrales detrás de los proyectos blockchain. Los críticos señalan que esta prueba es obsoleta y poco adecuada para la naturaleza descentralizada de las criptomonedas, lo que genera definiciones regulatorias poco claras e incertidumbre. Investigaciones realizadas por economistas encontraron que las acciones regulatorias impredecibles de la SEC bajo el liderazgo de Gensler, clasificando criptoactivos como valores sin directrices claras, provocaron una prolongada desestabilización en los mercados de criptomonedas. Estas directrices poco claras generan dudas sobre la capacidad de la agencia para mantener mercados justos y ordenados.